# Gabriel (Fußballspieler, 1997)
Gabriel dos Santos Magalhães (* 19. Dezember 1997 in São Paulo), genannt Gabriel oder Gabriel Magalhães, ist ein brasilianischer Fußballspieler.

## Karriere
Gabriel startete seine Laufbahn beim Avaí FC in Florianópolis. 2016 kam er bei diesem Klub zu seinen ersten Einsätzen im Profikader. Sein erstes Spiel betritt der in der Primeira Liga do Brasil am 29. Januar gegen Grêmio FBPA. In dem Spiel erzielte er in der 87. Minute auch sein erstes Tor für Avaí. Weitere Einsätze folgten in der Staatsmeisterschaft von Santa Catarina.
Anfang 2017 wechselte Gabriel nach Frankreich zum OSC Lille. Er erhielt zunächst zwei Einsätze in der zweiten Mannschaft von Lille in der dritten französischen Liga. Seinen ersten Einsatz in der Ligue 1 erhielt Gabriel am 22. April 2017. Im Spiel gegen EA Guingamp wurde er in der 82. Minute für Marko Baša eingewechselt. Es sollte der einzige Einsatz in der Saison bleiben. Für die Folgesaison 2017/18 wurde Gabriel an den ES Troyes AC ausgeliehen. Der Klub gab ihn auch an seine zweite Mannschaft weiter, welcher er in der vierten Liga antrat. Für die erste Mannschaft von Troyes stand er das erste Mal 25. Oktober 2017 auf dem Platz. Im Liga-Pokalspiel gegen den SC Amiens stand Gabriel in der Startelf und spielte durch. im Februar 2018 wurde Gabriel weiter verliehen an Dinamo Zagreb. Mit dem Klub trat er in einem Ligaspiel gegen HNK Rijeka an und danach für die zweite Mannschaft. Nach Ende der Saison 2017/18 kehrte Gabriel zu Lille zurück. In der Saison 2018/19 entwickelte sich Gabriel ab Februar 2019 bei dem Klub zum Stammspieler. Dass der linksfüßige Innenverteidiger von seiner Rolle als Ergänzungsspieler befördert wurde, hatte er zunächst der Sperre des Kapitäns Adama Soumaoro zu verdanken. Gemeinsam mit seinem Partner José Fonte im zentralen Abwehrverbund gewann Lille die Vizemeisterschaft und kassierte insgesamt nur 33 Gegentore. An der Seite des erfahrenen portugiesischen Nationalspielers feilte Gabriel weiter an seinen Stärken, die sowohl in einer guten Ballverteilung als auch in einer guten physischen Präsenz in beiden Strafräumen liegen.
Am 1. September 2020 wechselte der mittlerweile sportlich gereifte Brasilianer in die Premier League zum FC Arsenal. In seinem ersten Ligaspiel für die Gunners erzielte Gabriel auch sein erstes Tor für den Klub. Am 12. September 2020, dem ersten Spieltag der Saison 2020/21, trat Arsenal auswärts beim FC Fulham an. In dem Spiel stand Gabriel in der Startelf und erzielte in der 49. Minute das Tor zum 2:0 (Endstand 3:0).

## Nationalmannschaft
Gabriel war Teil der Mannschaft bei der U-20-Fußball-Südamerikameisterschaft 2017. 
Im November 2021 wurde Gabriel erstmals für den A–Kader der Nationalmannschaft berufen. Er nahm an den Qualifikationsspielen zur Fußball-Weltmeisterschaft 2022 gegen Argentinien und Kolumbien teil. In beiden Partien kam er über die Rolle eines Reservespielers nicht hinaus.
Im August 2023 wurde Gabriel in den Kader für die Spiele um die WM-Qualifikation 2026 im September 2023 berufen. In der Partie gegen Bolivien am 8. September stand er dann in der Startelf.
Im Länderspiel zur WM-Qualifikation gegen Venezuela am 12. Oktober 2023 erzielte Gabriel sein erstes Länderspieltor. Er traf in der 50. Minute nach Vorlage von Neymar zur 1:0-Führung (Endstand: 1:1).

## Erfolge
U-22 Nationalmannschaft
- Turnier von Toulon: 2019

Arsenal
- FA Community Shield: 2023

Auszeichnungen
- PFA Team of the Year: 2023/24[14]